# Liga Europeia de Hóquei em Patins de 2008–09
A Liga Europeia de 2008–09 foi a 44ª edição da Liga Europeia organizada pelo CERH. 

## Equipas da Liga Europeia 2008/09
As equipas classificadas são: 
| Fase de Grupos | Equipas          | Equipas        | Equipas           | Equipas          |
| -------------- | ---------------- | -------------- | ----------------- | ---------------- |
| Fase de Grupos | FC Barcelona     | Reus Deportiu  | Liceo da Coruña   | CP Vic           |
| Fase de Grupos | CE Noia          | CP Tenerife    | Igualada HC       | CP Vilanova      |
| Fase de Grupos | Follonica Hockey | Hockey Bassano | Marzotto Valdagno | FC Porto         |
| Fase de Grupos | OC Barcelos      | HC Quévert     | ERG Iserlohn      | Herne Bay United |

## Fase de Grupos

### Grupo A
| Equipe          | Pts | J | V | E | D | GM | GS | DG  |
| --------------- | --- | - | - | - | - | -- | -- | --- |
| FC Barcelona    | 13  | 6 | 4 | 1 | 1 | 20 | 9  | 11  |
| Pati Vic        | 12  | 6 | 4 | 0 | 2 | 25 | 15 | 10  |
| Hockey Valdagno | 10  | 6 | 3 | 1 | 2 | 23 | 12 | 11  |
| ERG Iserlohn    | 0   | 6 | 0 | 0 | 6 | 8  | 40 | -32 |

|                 | BAR | VIC | VAL  | ISE |
| --------------- | --- | --- | ---- | --- |
| FC Barcelona    | –   | 2–3 | 2–1  | 4–0 |
| Pati Vic        | 1–3 | –   | 3–2  | 9–2 |
| Hockey Valdagno | 2–2 | 4–3 | –    | 4–2 |
| ERG Iserlonh    | 2–7 | 2–6 | 0–10 | –   |

### Grupo B
| Equipe      | Pts | J | V | E | D | GM | GS | DG  |
| ----------- | --- | - | - | - | - | -- | -- | --- |
| CE Noia     | 13  | 6 | 4 | 1 | 1 | 22 | 16 | 6   |
| FC Porto    | 11  | 6 | 3 | 2 | 1 | 33 | 12 | 21  |
| HC Igualada | 10  | 6 | 3 | 1 | 2 | 24 | 17 | 7   |
| HC Quévert  | 0   | 6 | 0 | 0 | 6 | 7  | 41 | -34 |

|             | NOI | FCP  | IGU | QUE  |
| ----------- | --- | ---- | --- | ---- |
| CE Noia     | –   | 3–2  | 6–4 | 5–1  |
| FC Porto    | 4–4 | –    | 3–1 | 10–0 |
| HC Igualada | 4–1 | 3–3  | –   | 8–1  |
| HC Quévert  | 1–3 | 1–11 | 3–4 | –    |

### Grupo C
| Equipe        | Pts | J | V | E | D | GM | GS | DG  |
| ------------- | --- | - | - | - | - | -- | -- | --- |
| Réus Deportiu | 14  | 6 | 4 | 2 | 0 | 35 | 13 | 22  |
| Bassano       | 11  | 6 | 3 | 2 | 1 | 50 | 10 | 40  |
| CP Tenerife   | 9   | 6 | 3 | 0 | 3 | 38 | 12 | 26  |
| Herne Bay     | 0   | 6 | 0 | 0 | 6 | 5  | 93 | -88 |

|               | REU | BAS  | TEN  | HER  |
| ------------- | --- | ---- | ---- | ---- |
| Réus Deportiu | –   | 2–2  | 4–3  | 17–0 |
| Bassano       | 3–3 | –    | 3–2  | 19–0 |
| CP Tenerife   | 1–2 | 3–2  | –    | 19–1 |
| Herne Bay     | 4–7 | 0–21 | 0–10 | –    |

### Grupo D
| Equipe          | Pts | J | V | E | D | GM | GS | DG  |
| --------------- | --- | - | - | - | - | -- | -- | --- |
| Follonica       | 13  | 6 | 4 | 1 | 1 | 19 | 11 | 8   |
| HC Liceo Coruña | 12  | 6 | 4 | 0 | 2 | 17 | 10 | 7   |
| Vilanova        | 5   | 6 | 2 | 1 | 3 | 12 | 14 | -2  |
| OC Barcelos     | 3   | 6 | 1 | 0 | 5 | 9  | 22 | -13 |

|                 | FOL | LIC | VIL | OCB |
| --------------- | --- | --- | --- | --- |
| Follonica       | –   | 4–3 | 3–3 | 5–2 |
| HC Liceo Coruña | 1–0 | –   | 2–0 | 6–0 |
| Vilanova        | 1–5 | 4–0 | –   | 1–3 |
| OC Barcelos     | 1–2 | 2–5 | 1–3 | –   |

## Final a Oito
A Final a Oito da Liga Europeia de 2008/09 foi disputada entre 30 de Abril e 3 de Maio de 2009, no PalaBassano em Bassano del Grappa em Itália.  

## Competição

### Quadro de Jogos
|  | Quartas de final | Quartas de final |               |         | Semifinais | Semifinais |  |  | Final | Final |
|  |                  |                  |               |         |            |            |  |  |       |       |
|  | 30 de Abril      |                  |               |         |            |            |  |  |       |       |
|  |                  |                  |               |         |            |            |  |  |       |       |
|  | HC Liceo Coruña  | 5                |               |         |            |            |  |  |       |       |
|  | HC Liceo Coruña  | 5                | 2 de Maio     |         |            |            |  |  |       |       |
|  | CE Noia          | 2                |               |         |            |            |  |  |       |       |
|  | CE Noia          | 2                | Pati Vic      | 4       |            |            |  |  |       |       |
|  | 30 de Abril      |                  | Pati Vic      | 4       |            |            |  |  |       |       |
|  |                  | Liceo Coruña     | 1             |         |            |            |  |  |       |       |
|  | Réus Deportiu    | Liceo Coruña     | 1             | 4 gp(2) |            |            |  |  |       |       |
|  | Réus Deportiu    |                  | 3 de Maio     | 4 gp(2) |            |            |  |  |       |       |
|  | FC Barcelona     | 3 gp(2)          |               |         |            |            |  |  |       |       |
|  | FC Barcelona     | 3 gp(2)          | Réus Deportiu | 4 gp(2) |            |            |  |  |       |       |
|  | 1 de Maio        |                  | Réus Deportiu | 4 gp(2) |            |            |  |  |       |       |
|  |                  | Pati Vic         | 3 gp(2)       |         |            |            |  |  |       |       |
|  | FC Porto         | Pati Vic         | 3 gp(2)       | 2       |            |            |  |  |       |       |
|  | FC Porto         | 2 de Maio        |               | 2       |            |            |  |  |       |       |
|  | Bassano          | 3                |               |         |            |            |  |  |       |       |
|  | Bassano          | 3                | Réus Deportiu | 7       |            |            |  |  |       |       |
|  | 1 de Maio        |                  | Réus Deportiu | 7       |            |            |  |  |       |       |
|  |                  | Bassano          | 1             |         |            |            |  |  |       |       |
|  | Pati Vic         | Bassano          | 1             | 4 p(3)  |            |            |  |  |       |       |
|  | Pati Vic         |                  |               | 4 p(3)  |            |            |  |  |       |       |
|  | Follonica        | 3 p(3)           |               |         |            |            |  |  |       |       |
|  | Follonica        | 3 p(3)           |               |         |            |            |  |  |       |       |

## Jogos

### Quartos-Final
| 30 de Abril | HC Liceo Coruña | 5 - 2 | CE Noia | PalaBassano |
| 20:00       |                 |       |         |             |

| 30 de Abril | Réus Deportiu | 4 - 3 gp(2-2) | FC Barcelona | PalaBassano |
| 21:30       |               |               |              |             |

| 1 de Maio | FC Porto | 2 - 3 | Bassano | PalaBassano |
| 20:00     |          |       |         |             |

| 1 de Maio | Pati Vic | 4 - 3 p(3-3) | Follonica | PalaBassano |
| 21:30     |          |              |           |             |

### Meia Final
| 2 de Maio | Liceo Coruña | 1 - 4 | Pati Vic | PalaBassano |
| 18:45     |              |       |          |             |

| 2 de Maio | Bassano | 1 - 7 | Réus Deportiu | PalaBassano |
| 20:45     |         |       |               |             |

### Final
| 3 de Maio | Réus Deportiu | 2-2 (2-1 g.p.) | Pati Vic | PalaBassano |
| 17:00     |               |                |          |             |

| Réus Deportiu (7) |

## Ligações Externas
- CERH website
- 2009 Final-8 website

### Internacional
- Ligações para todos os sítios de hóquei
- Mundook- Sítio com notícias de todo o mundo do hóquei
- Hoqueipatins.com - Sítio com todos os resultados de Hóquei em Patins